# 李建
李建（1966年12月—），安徽和县人，土家族，中国共产党党员。中华人民共和国政治人物、第十三届全国人民代表大会贵州省代表。

## 生平
李建早年长期在贵州铜仁工作，曾任共青团贵州省铜仁地委书记、贵州省印江县县长、铜仁市（县级市）委书记等职务。
2007年6月，李建晋升中共贵州省铜仁地委委员。2011年12月，铜仁“撤地建市”后，李建任中共铜仁市委常委、碧江区委书记。2012年1月，李建转任铜仁市人民政府常务副市长。2012年8月，李建任中共铜仁市委副书记。2015年4月，李建离开贵州铜仁，转任中共毕节市委副书记。2016年11月，李建兼任中共毕节市委政法委书记。
2017年3月，李建任贵州省扶贫开发办公室党组书记、主任，随后兼任中共贵州省委副秘书长。2021年8月，贵州省扶贫开发办公室改组为贵州省乡村振兴局后，李建出任该局首任局长。一个月后，2021年9月，李建不再担任贵州省乡村振兴局局长职务，随后出任中共贵州省委组织部常务副部长。
2023年1月，李建当选为贵州省政协副主席。同年10月，兼任中共黔东南苗族侗族自治州委书记。
2018年，李建被选为贵州省出席第十三届全国人民代表大会代表。